# Cayetano de Acosta
Pour les articles homonymes, voir Acosta.
Cayetano Alberto da Costa, plus connu sous le nom de Cayetano de Acosta, né au Portugal en 1709 et mort à Séville (Espagne) en 1778, est un retablier et sculpteur portugais de la seconde moitié du XVIIIe siècle. On lui doit notamment de nombreux ornements architecturaux et plusieurs retables d'édifices religieux de Séville,.

## Biographie et œuvre
Il arrive à Séville vers l'âge de 20 ans et s'y marie en 1729. Il y complète sa formation de sculpteur avant de rejoindre Cadix où il vit de 1738 à 1750, travaillant comme sculpteur de marbre et comme tailleur de pierre et de plâtre, notamment lors de l'édification de l'hôpital de Notre Dame du Carmel (es) et de la cathédrale. Il y noue des liens avec des sculpteurs baroques italiens qui influenceront sensiblement son art.
Il retourne à Séville en 1750. Il y continue à sculpter la pierre mais également le bois. Ses premières œuvres documentées dans la capitale andalouse sont, en 1755, la fontaine du patio principal, le couronnement et les pinacles de la fabrique royale de tabac. Par la suite, il crée le retable de l'église du couvent de Santa Rosalía (es). Ce dernier est détruit par un incendie en 1761 ; l'archevêque Francisco de Solís Folch de Cardona charge Cayetano Acosta de la réalisation de sept nouveaux retables pour l'église, inaugurés en 1763. Les années suivantes (avant 1770), il réalise pour l'église du Divin Sauveur le retable majeur et le retable de la chapelle du Sacrement, qui sert de portail à l'édifice,.
On lui doit de nombreuses autres œuvres, principalement à Séville, comme des piédestaux des sculptures décorant les jardins de las Delicias (créés à l'origine pour les jardins du palais archiépiscopal d'Umbrete, et transférés à Séville après l'incendie du palais en 1762), les sculptures de la Real Maestranza de Caballería, des anges de la Chapelle du Sacrement de l'église Saint-Isidore et de l'église de San Alberto (es), la clé de voûte et le couronnement de la Maison Royale de la Monnaie (es), les huit sculptures de la Parroquia del Sagrario, les sculptures du retable majeur de l'église Santa María Magdalena et les lions des colonnes nord de la Promenade d'Hercule, mais également des anges et le retable de l'Enfant Jésus de l'église San Francisco d'Arcos de la Frontera, plusieurs éléments de la façade de l'église de la Divina Pastora de Cadix et l'Immaculée Conception de l'église Santa María de Carmona,.

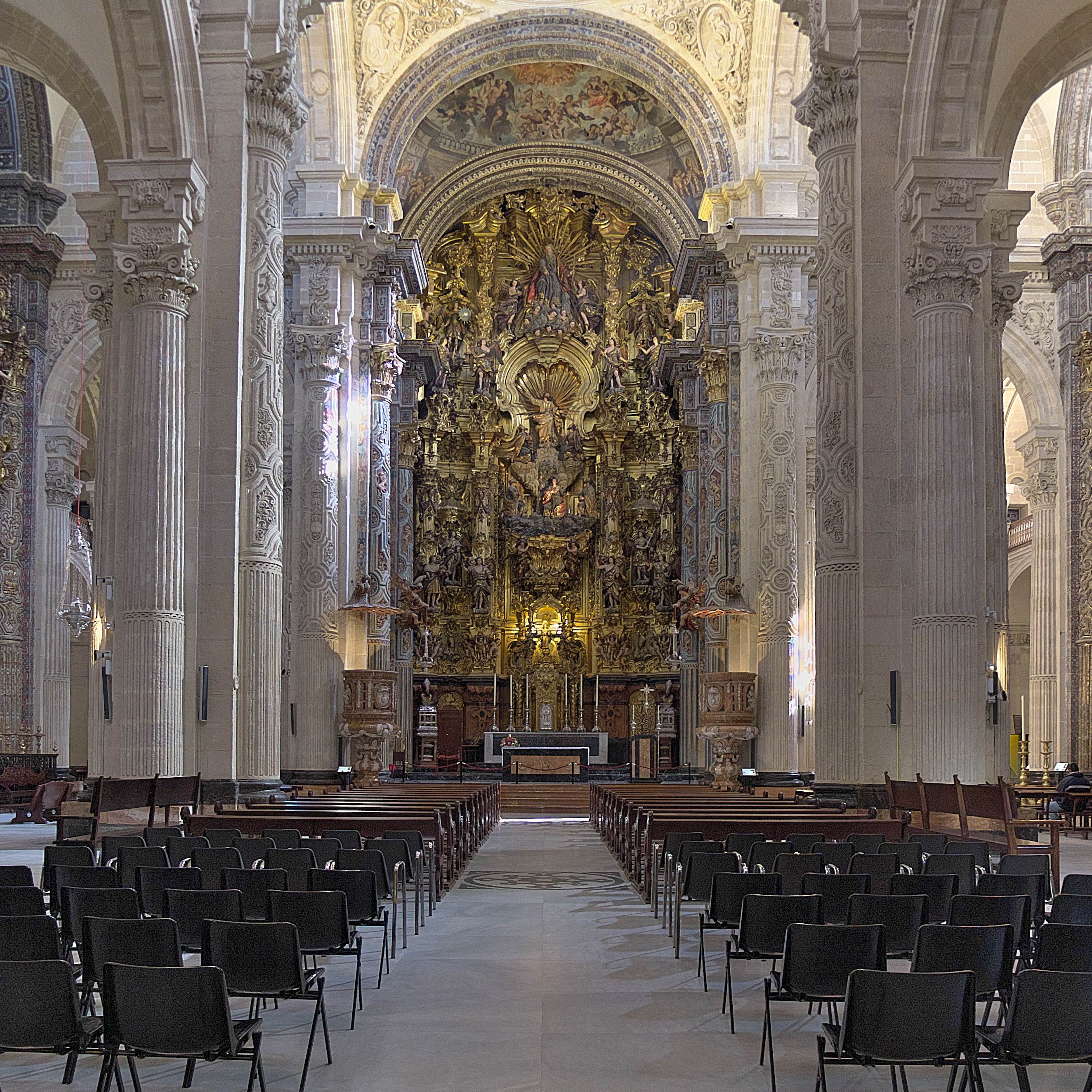
Le retable majeur de l'Église du Divin Sauveur de Séville.
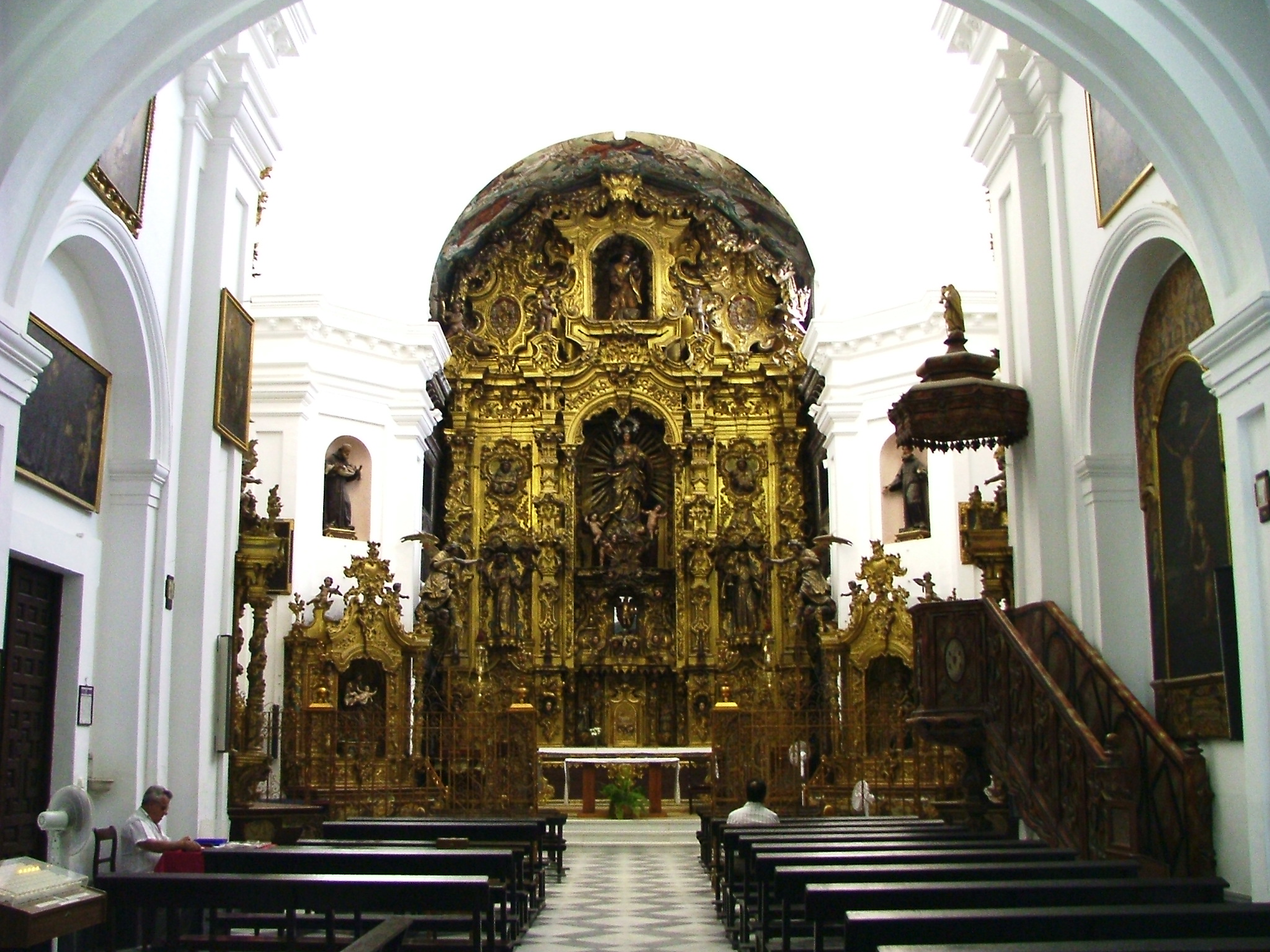
Le retable majeur du couvent de Santa Rosalía de Séville.
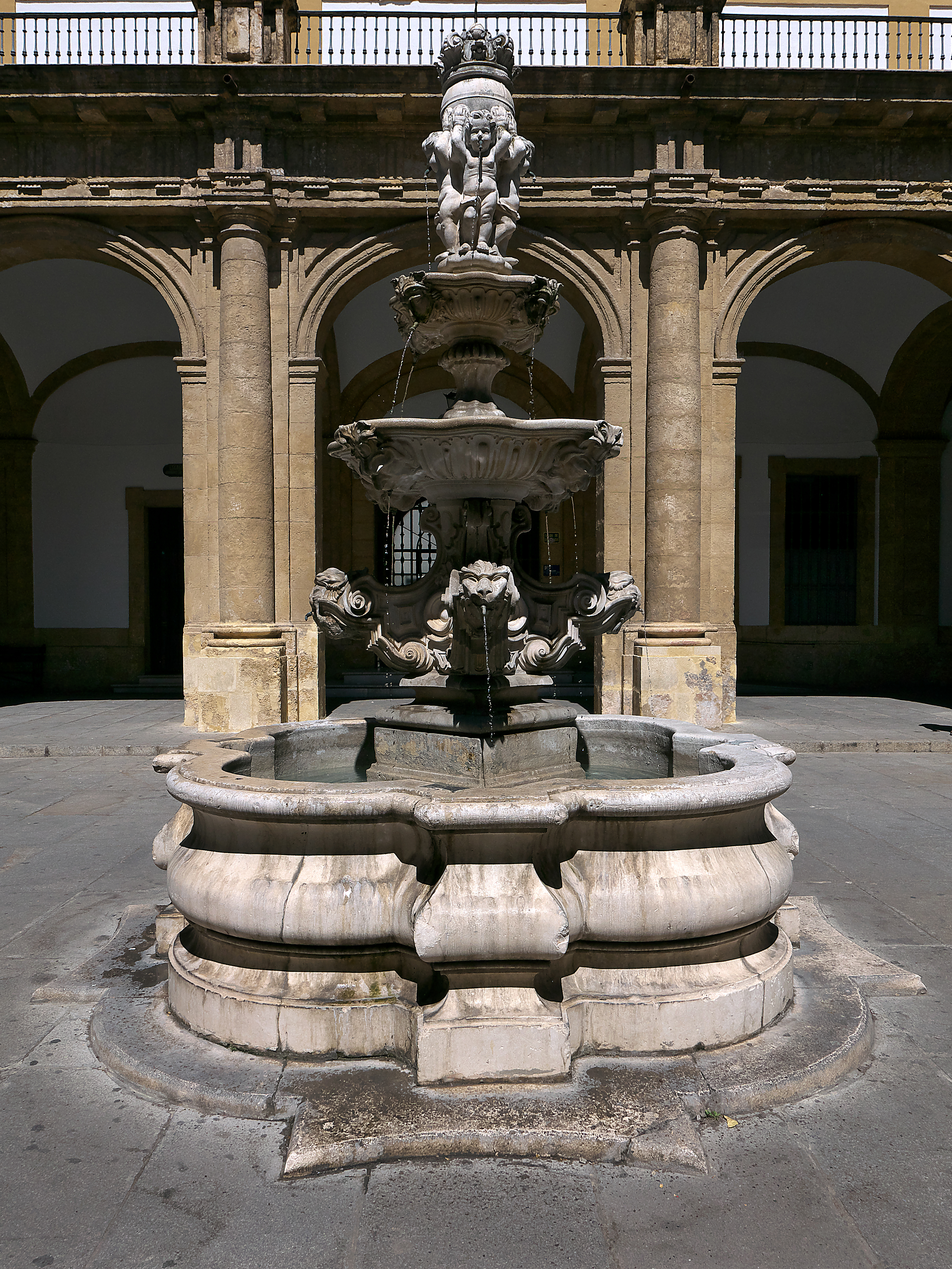
La fontaine du patio principal de la Fabrique royale de tabac de Séville.
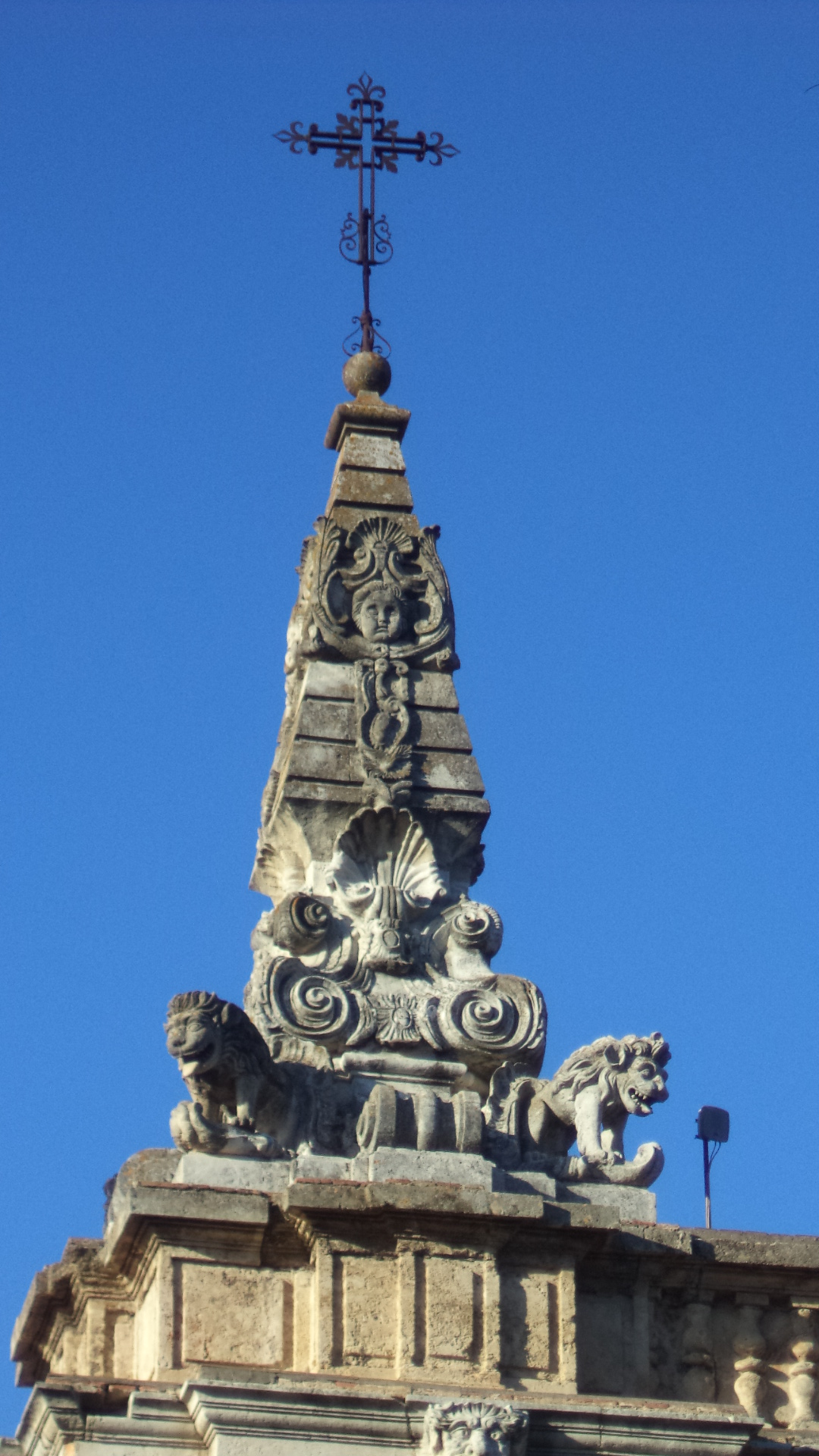
Un des pinacles de la Fabrique royale de tabac de Séville.
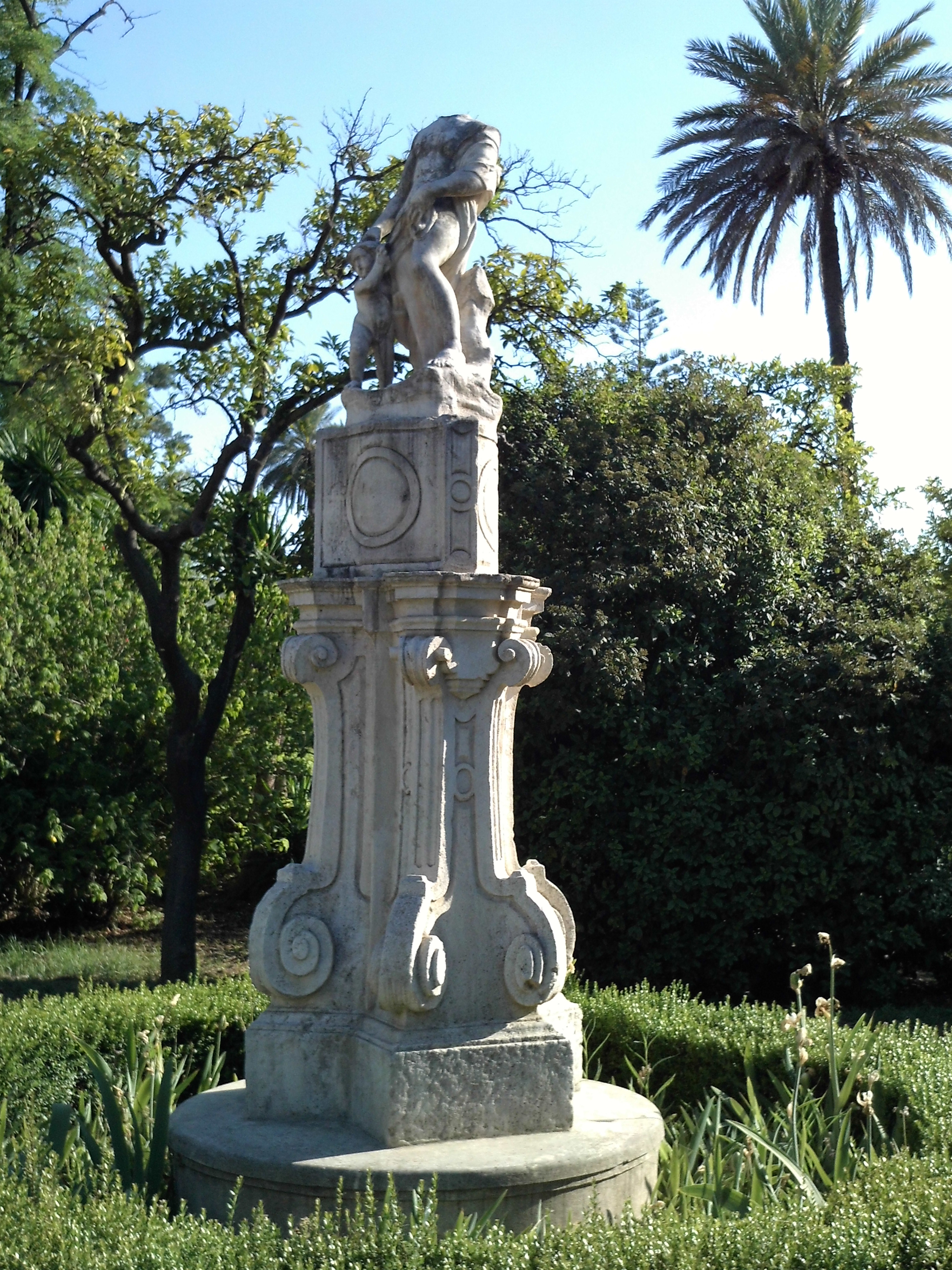
Le Monument à Vénus, sur un piédestal de Cayetano de Acosta, dans les jardins de las Delicias.
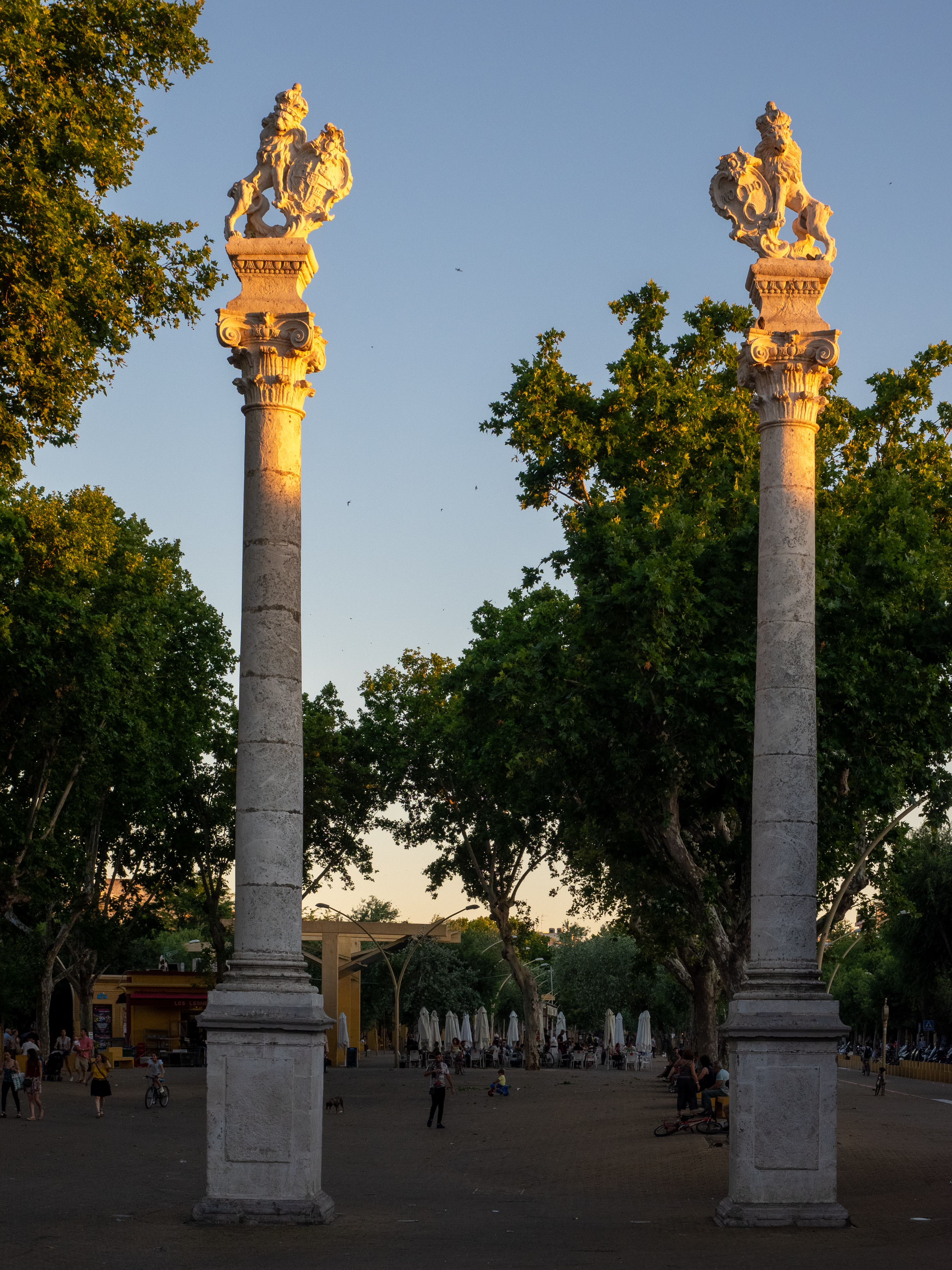
Les lions de la promenade d'Hercule.